# John Ratcliffe (homme politique)
Pour les articles homonymes, voir Ratcliffe.
John Lee Ratcliffe, né le 20 octobre 1965 à Mount Prospect (Illinois), est un homme politique américain. Membre du Parti républicain, il est le directeur de la Central Intelligence Agency depuis le 23 janvier 2025. Il a précédemment été directeur du renseignement national sous la première présidence de Donald Trump de 2020 à 2021, et élu du Texas à la Chambre des représentants des États-Unis de 2015 à 2020.

## Biographie

### Jeunesse et débuts en politique
John Ratcliffe est originaire de Mount Prospect dans l'Illinois. Après des études à l'université Notre-Dame et à l'université méthodiste du Sud, il exerce le métier d'avocat. Habitant de Heath, il siège dans plusieurs commissions de la ville avant d'être élu au conseil municipal en 2001. Il est maire de Heath de 2004 à 2012. En 2007-2008, il est procureur des États-Unis pour l'est du Texas.

### Représentant des États-Unis
Il se présente en 2014 à la Chambre des représentants des États-Unis dans le 4e district du Texas. Le district, profondément républicain, s'étend des banlieues est de Dallas jusqu'à la Louisiane. Il se présente face au républicain sortant Ralph Hall, qui est à 91 ans le représentant le plus âgé de l'histoire du Congrès. Raplh Hall arrive en tête du premier tour de la primaire républicaine avec 45 % des suffrages mais John Ratcliffe remporte le second tour avec 53 % des voix. Sans opposant lors de l'élection générale, il est élu représentant avec 100 % des suffrages.
Candidat à un second mandat en 2016, il remporte la primaire républicaine avec environ deux tiers des voix devant Lou Gigliotti et Ray Hall. Aucun démocrate n'étant candidat face à lui en novembre, il est assuré d'être réélu. Il est facilement reconduit lors des élections de 2018, rassemblant 76 % des suffrages face à la démocrate Catherine Krantz (23 %) et un candidat libertarien.

### Directeur du renseignement national
Le 29 juillet 2019 Donald Trump annonce son intention de le nommer directeur du renseignement national, malgré une expérience plutôt mince en matière de sécurité nationale, qui suscite des réactions mitigées au sein du Sénat,. Cinq jours plus tard, après que la presse a révélé qu'il avait artificiellement exagéré son expérience en matière de lutte contre le terrorisme et l'immigration illégale en tant que procureur, il annonce renoncer à cette nomination.
Après avoir servi dans l'équipe défendant Trump lors de sa procédure de destitution, Ratcliffe est à nouveau nommé par le président au poste de directeur du renseignement national en 2020. Pendant ses auditions, il affirme qu'il se montrera indépendant à ce poste, alors que les démocrates critiquent une nomination purement politique. Le Sénat valide sa nomination le 21 mai 2020, par 49 voix républicaines contre 44 démocrates,. Par comparaison, la nomination de son prédécesseur Dan Coats avait été approuvée par 85 voix, dont de nombreux sénateurs démocrates.

### Directeur de la CIA
Le 12 novembre 2024, le président-élu Donald Trump annonce son intention de le nommer comme directeur de la Central Intelligence Agency dans sa seconde administration. Le 23 janvier 2025, le Sénat confirme sa nomination par 74 voix contre 25.